# Pierre Joseph Duhem
Pierre Joseph Duhem (né à Lille le 8 juillet 1758 - mort à Mayence le 24 mars 1807) est un médecin et homme politique français.

## Biographie

### Médecin à Lille
Né à Lille, Duhem est le fils d'un maître-tisserand. Il fait ses études au collège d'Anchin de Douai. Après l'université, il devient médecin et exerce dans les hôpitaux militaires de Lille et de Douai. Il se fixe finalement dans sa ville natale en 1787.

### Carrière à la Législative
Partisan des idées révolutionnaires, Duhem est le 11 novembre 1789 un des fondateurs de la Société des amis de la Constitution de Lille. En 1790, les citoyens lillois l'élisent juge de paix.
En septembre 1791, il est élu à l'Assemblée législative pour le département du Nord. Il se situe alors du côté de la gauche démocratique.
Le 17 novembre 1791, il se fait remarquer en prononçant un violent discours contre les prêtres réfractaires.
Le 30 mars 1792, Duhem demande la destitution et l'assignation à résidence du ministre Narbonne Lara, accusé d'avoir laissé les départements méridionaux sans défense. Cette proposition suscite une violente réprobation de la part de la majorité de l'Assemblée, si bien que Duhem est rappelé à l'ordre par le président Gensonné. Le 2 avril, alors que Narbonne est applaudi à la tribune par les députés, il déclare que l'Assemblée "s'est avilie" par cet acte, ce qui créé un nouveau tumulte contre sa personne. Il est en revanche applaudi par les tribunes, acquises à la gauche.
Duhem devient à cette époque un des plus ardents fers de lance du mouvement républicain, attaquant sans relâche la monarchie dans les sections populaires.
En juillet, alors que la patrie a été déclarée en danger, il soutient la pétition demandant la déchéance de Louis XVI. Le 25 juillet, il obtient la libération de deux républicains emprisonnés pour avoir colporté des propos séditieux. Il fait même voter des poursuites contre les responsables de l'arrestation. Le lendemain, il déclare sans ambiguïtés: "Le roi ou le peuple doit périr."
Dans la nuit du 10 au 11 août 1792, après la chute de Louis XVI, il présente les décrets suspendant le roi et demandant la réunion d'une Convention. Il est aussi envoyé calmer le peuple qui crie vengeance contre la famille royale.
Le 20 août, il fait décréter que le général Dillon "a perdu la confiance de la nation". Le 21, il est élu secrétaire de l'Assemblée puis est envoyé en mission auprès de l'armée du Nord. Il annonce ainsi que Maubeuge est menacée par les armées étrangères.

### Le conventionnel montagnard
En septembre 1792, il est réélu à la Convention nationale par son département et se joint immédiatement aux Montagnards. Le 30 septembre, il est envoyé en mission aux armées et y reste un peu moins de deux mois.
Le 26 décembre 1792, il demande l'éloignement de Roland, suspecté de trahison, puis exige un vote nominal pour le procès de Louis XVI. Il se prononce d'ailleurs pour la mort sans sursis de ce dernier. Le jour de l'exécution (21 janvier 1793), il entre au Comité de sûreté générale où il siège jusqu'en juin. Il profite de cette position pour devenir un adversaire résolu des Girondins, pilotant en mars  l'expédition menée contre l'imprimerie de Gorsas.
Du 4 avril au 20 juillet 1793, il repart en mission aux armées.
Toujours impliqué dans la vie politique lilloise, il dénonce certains girondins comme le représentant Varlet. Il soutient en revanche des généraux suspects comme Custine et La Marlière contre des jacobins comme Lavalette qu'il destitue.
Robespierre et Jeanbon Saint-André ayant pris la défense énergique de Lavalette, Duhem devient lui-même quelque peu suspect. Le 12 décembre 1793, Robespierre prononce aux Jacobins un discours en faveur des généraux montagnards destitués par certains représentants en mission. Se retrouvant visé, Duhem est exclu du club quatre jours plus tard.
Afin de sauver sa tête, il ne fait ensuite plus parler de lui jusqu'au 9 Thermidor.

### Chef de la Crête
Sous la Convention thermidorienne, Duhem appartient au groupe des Crêtois, des Montagnards de l'an III. Il fait notamment décréter comme fête nationale la date anniversaire de la mort de Louis XVI. Fin 1794, il combat la réaction qui s'annonce, notamment à l'occasion du vote sur la mise en accusation de Carrier. Il s'en prend aux thermidoriens comme « une nouvelle faction fondée sur un infâme système de calomnie et de crimes, faction soudoyée par l'étranger, faction dictatoriale de l'opinion publique », et attaque leurs chefs Fréron et Tallien.
Surtout, il prend la défense de Barère, Collot d'Herbois et Billaud-Varenne accusés de terrorisme.
Proche des derniers sans-culottes parisiens, il tente de s'en faire le porte-voix. Lors de l'Insurrection du 12 germinal an III (1er avril 1795), il fraternise avec les manifestants. Cela lui vaut d'être décrété d'arrestation. Il est emprisonné à Ham puis à Sedan, mais évite de passer en jugement.

### Fin de carrière
Libéré par l'amnistie de frimaire an IV, il devient médecin auprès de l'Armée du Nord.
Il reste cependant impliqué en politique et soutient les principaux mouvements néo-jacobins sous le Directoire, étant ainsi membre du Club du Panthéon en 1795-1796. Licencié en 1797, il est réintégré grâce le Coup d'État du 18 fructidor an V.
Il est accusé en 1798 d'avoir fait l'apologie des "martyrs de prairial an III".
Transféré à l'armée d'Italie puis à celle de l'Ouest, il est affecté en 1802 comme médecin en chef à l'hôpital militaire de Mayence.
C'est là qu'il meurt en 1807 à l'âge de 48 ans.